# Lawrencium
Lawrencium (Lr) er et syntetisk grundstof med atomnummer 103 i det periodiske system. Dets mest stabile isotop er 262Lr, med en halveringstid på ca. 4 timer. Lawrencium syntetiseres fra californium.

## Karakteristika
Dette grundstofs udseende er ukendt, men det er formentlig sølvhvidt eller gråt og metallisk. Der vides meget lidt om dets kemiske egenskaber, men forskning tyder på at det opfører sig som de andre actinider.
Grundstof 103 hører til d-blokken, og det grupperes derfor ofte både sammen med overgangsmetallerne og actiniderne i det periodiske system.

## Historie
Lawrencium blev for første gang fremstillet af Albert Ghiorso, Torbjørn Sikkeland, Almon Larsh and Robert M. Latimer i februar 1961. Det blev syntetiseret ved at bombardere tre milligram af en blanding af tre forskellige californiumisotoper (grundstof nr. 98) med bor-10 and bor-11-ioner (grundstof nr. 5) i en tungatoms lineær accelerator (HILAC). Det blev rapporteret at isotopen 257Lr henfaldt med en halveringstid på 4,2 sekunder. Siden er flere isotoper af grundstoffet kommet til, bl.a. 256Lr med en halveringstid på 30 s, der blev fundet af Flerov m.fl. ved Dubna-laboratorierne.
Lawrencium er opkaldt efter cyklotronens opfinder, Ernest O. Lawrence. Oprindelig blev symbolet Lw brugt, men det blev senere ændret til Lr. Indtil 1997 blev navnet unniltrium (Unt) stadig brugt som midlertidigt navn.